# Scytalopus altirostris
Scytalopus altirostris là một loài chim trong họ Rhinocryptidae.